# NGC 925
NGC 925 (również PGC 9332 lub UGC 1913) – galaktyka spiralna z poprzeczką (SBcd), znajdująca się w gwiazdozbiorze Trójkąta. Odkrył ją William Herschel 13 września 1784 roku.

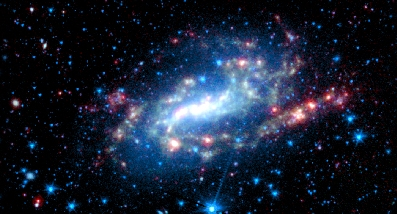
Zdjęcie w podczerwieni wykonane przez Kosmiczny Teleskop Spitzera